# Максим (Пелов)
Митрополит Максим (в миру Марін Пенчов Пелов; 15 вересня 1850, Орешак - 1 березня 1938, Пловдив) - єпископ Болгарської православної церкви, митрополит Пловдивський. З 1921 по 1928 рік намісник-голова Священного Синоду Болгарської православної церкви.

## Біографія

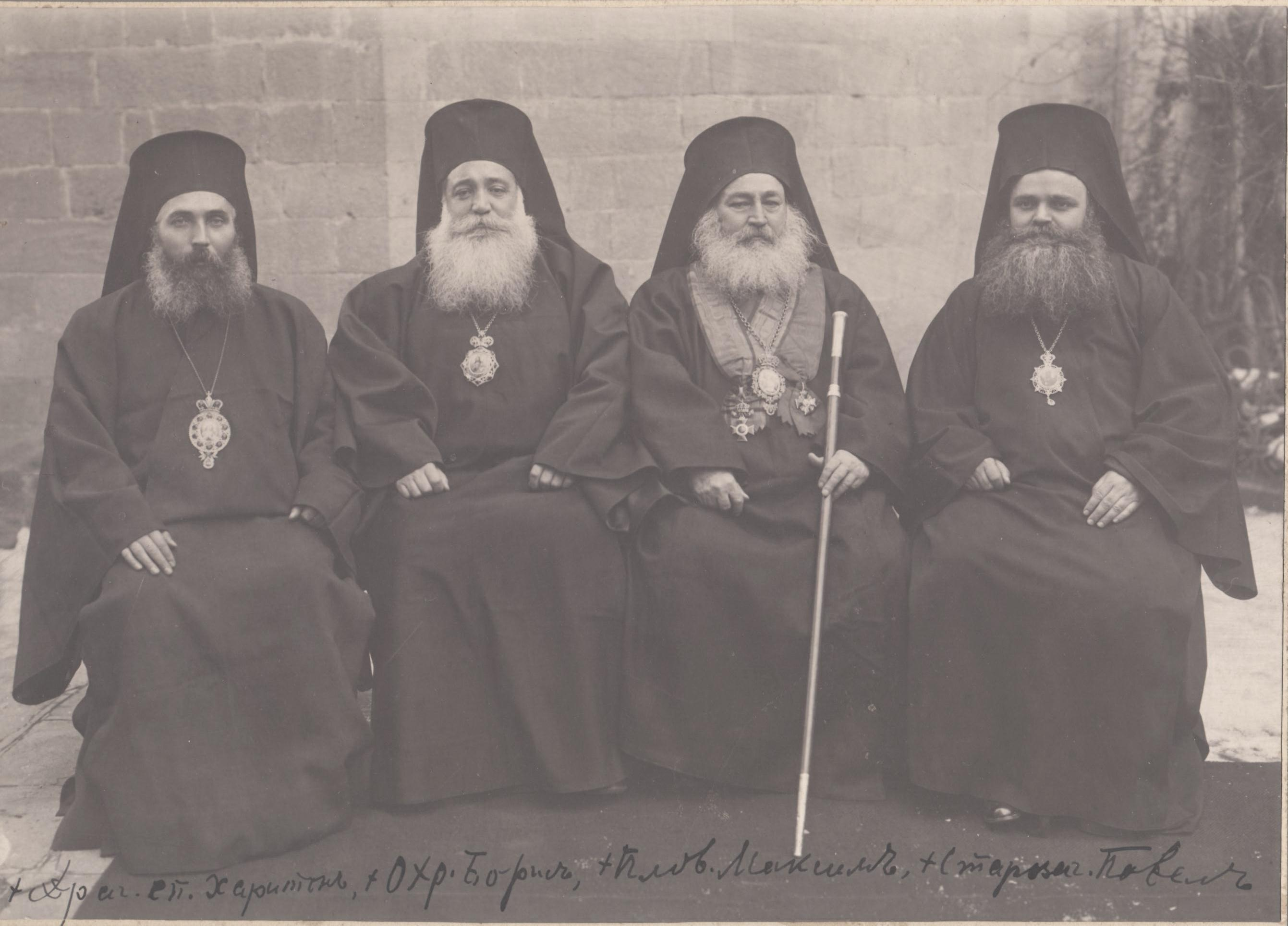
Митрополит Максим (другий праворуч) в 1924 році

Митрополит Максим народився 14 вересня 1850 року в селі Орешак поблизу Трояна, в Османській імперії.
Закінчив школу при Троянському монастирі. У 1862-1863 роки навчався в Ловечі , в 1863-1864 - в Сопоті..
Брав активну участь в акціях Болгарського екзархату з метою звернути увагу європейської громадськості на болгарське населення, яке постраждало після Квітневого повстання.
У 1877 році вступив в Київську духовну академію, яку закінчив у 1881 році. Працював учителем у Троянському манастирі, Клісурі і Пловдиві .
З 1883 року - секретар Болгарського екзархату в Константинополі.
У 1884-1886 роки - протосинкелом Болгарського екзархату. Виконував відповідальні місії.
У 1886-1891 роки - керуючий Старозагорською єпархією.
З 1892 по 1894 рік очолював Скопську єпархію. За деякими даними, подав у відставку з поста митрополита Скопсько в 1895 році, а потім 2 роки був настоятелем Болгарської церкви Святого Стефана в Константинополі.
У 1897-1906 роки керував Ловчанською єпархією.
З 1 жовтня 1906 року до смерті був митрополитом Пловдивським.
З 1913 року був членом Священного Синоду, а з 22 жовтня 1921 по 28 березня 1928 року очолював його як намісник-голова.  
2 лютого 1907 року заснував Пловдівську філію товариства «Червоний Хрест» і був його головою до 1933 року. З 1921 року - член Міжнародного союзу допомоги дітям.
У 1930 році митрополит Максим заснував єпархіальне книговидавництво.
Помер 1 березня 1938 року в Пловдиві.